# Асино
А́сино — город (с 1952) в России, административный центр Асиновского района Томской области и Асиновского городского поселения.
Население — 24 913 чел. (2021).

## География
Город расположен на левом берегу реки Чулым (приток Оби) и её притоке Итатка, в 109 км к северо-востоку от Томска.
Климат в городе Асино холодно-умеренный. Асино — город со значительным количеством осадков, даже в засушливые месяцы часто бывает дождь. Тип по классификации климатов Кёппена — влажный континентальный климат. Средняя годовая температура — 0,4 °C. Среднее количество осадков за год составляет 537 мм.
| Показатель                    | Янв.  | Фев.  | Март  | Апр. | Май  | Июнь | Июль | Авг. | Сен. | Окт. | Нояб. | Дек.  | Год  |
| ----------------------------- | ----- | ----- | ----- | ---- | ---- | ---- | ---- | ---- | ---- | ---- | ----- | ----- | ---- |
| Средний суточный максимум, °C | −13,7 | −11,4 | −2,3  | 6,4  | 15,4 | 22,3 | 25,1 | 21,3 | 14,8 | 4,4  | −5,7  | −11,6 | 5,4  |
| Средняя температура, °C       | −18   | −16,5 | −8    | 1,0  | 9,3  | 16,1 | 19,2 | 15,9 | 9,7  | 0,9  | −9,5  | −15,8 | 0,4  |
| Средний суточный минимум, °C  | −22,2 | −21,6 | −13,7 | −4,3 | 3,2  | 9,9  | 13,3 | 10,5 | 4,7  | −2,6 | −13,3 | −20   | −4,7 |
| Норма осадков, мм             | 29    | 19    | 21    | 32   | 49   | 64   | 68   | 71   | 49   | 54   | 47    | 34    | 537  |
| Источник:                     |       |       |       |      |      |      |      |      |      |      |       |       |      |

## История
Первоначальное поселение, основанное в 1896 году, было названо в честь сестры Николая II Ксении Ксеньевкой, позже — посёлком Ксениевским.
- 7 июня 1933 года село Ксеньевка было переименовано в село Асино, по названию железнодорожной станции, а Ново-Кусковский район получил название Асиновский.
- 23 августа 1944 года указом Президиума Верховного Совета СССР Асиновский район впервые включён в состав Томской области.
- 12 декабря 1945 года село Асино было отнесено к категории рабочих посёлков.
- 31 марта 1952 года рабочий посёлок Асино преобразован в город районного подчинения.
- 27 декабря 1973 года город Асино отнесён к городам областного подчинения (в настоящее время — город районного подчинения).

Зимой 1941—1942 гг. в Асино был собрана 149-я отдельная стрелковая бригада, которая под командованием подполковника В. А. Болвинова прославилась в обороне Сталинграда в составе группы полковника Горохова. Во время войны в Асине находились военные учебные учреждения: АВПУ Асиновское военное пехотное училище, ШМАС школа младших авиаспециалистов, 15 окружная школа отличников снайперской подготовки Сибирского военного округа. На станции Асино в сентябре 1941 года сформирована 370 Стрелковая дивизия.

## Население
| 1926    | 1939    | 1959    | 1967    | 1970    | 1979    | 1989    | 1992    | 1996    |
| ------- | ------- | ------- | ------- | ------- | ------- | ------- | ------- | ------- |
| 937     | ↗6160   | ↗24 682 | ↗29 000 | ↗29 395 | ↗31 624 | ↗33 471 | ↘33 100 | ↘32 400 |
| 1997    | 1998    | 2000    | 2001    | 2002    | 2003    | 2005    | 2006    | 2007    |
| ↘32 100 | ↘31 700 | ↘30 900 | ↘30 300 | ↘28 068 | ↗28 100 | ↘27 700 | →27 700 | ↘27 500 |
| 2008    | 2009    | 2010    | 2011    | 2012    | 2013    | 2014    | 2015    | 2016    |
| ↘27 300 | ↘27 093 | ↘25 618 | ↘25 600 | ↘25 051 | ↘24 837 | ↘24 640 | ↘24 615 | ↘24 586 |
| 2017    | 2018    | 2019    | 2020    | 2021    |         |         |         |         |
| ↘24 539 | ↘24 351 | ↘24 141 | ↗24 346 | ↗24 913 |         |         |         |         |

На 1 января 2025 года по численности населения город находился на 571-м месте из 1124 городов Российской Федерации.

## Промышленность
Лесная промышленность, деревообработка. 21 января 2008 года состоялось официальное открытие производства берёзовой фанеры ЗАО «Томский фанерный комбинат» мощностью 20 тыс. м³ в год (проект ООО «СибЛесТрейд», объём финансирования — 8,5 млн рублей). Томский фанерный комбинат создан в 2005 году на базе имущественного комплекса по производству фанеры в городе Асине. Комбинат входит в холдинг «Инвестлеспром» (Москва). Продукция комбината — фанера и берёзовый шпон, 60 % которого будет поставляться на экспорт в страны СНГ и дальнего зарубежья.
Также в Асине активно ведётся строительство завода по производству клеёного щита из массива берёзы мощностью 5 тыс. м³ в год. Экономическим базисом для реализации этого проекта ООО «РФС Трейд» выступает Первая Российская фабрика стульев, основанная в 1932 году. Планируется также запуск завода по изготовлению клеёного щита. Объём инвестиций предположительно составит 413 млн рублей.

## Культура

### Музеи
- Асиновский краеведческий музей (филиал Томского областного краеведческого музея)[23]
- Музей боевой и трудовой славы Асиновского техникума промышленности и сервиса[24]

## Радиовещание
| Частота  | Название радиостанции     | Мощность |
| -------- | ------------------------- | -------- |
| 101,5 FM | Дорожное радио            | 0,1 кВт  |
| 102,3 FM | Радио России / ГТРК Томск | 0,1 кВт  |
| 103,2 FM | Радио Шансон              | 0,1 кВт  |
| 103,6 FM | Радио Сибирь              | 0,1 кВт  |
| 104,4 FM | МаЁ радио                 | 0,1 кВт  |
| 104,8 FM | Радио Ваня                | 0,1 кВт  |

## Транспорт
- Автобусные маршруты.
- Железнодорожная станция на Томской ветви, движение было открыто 11 декабря 1937 года.

## Образование
Техникумы:
- Асиновский техникум промышленности и сервиса[24].

Школы:
- Областное государственное образовательное учреждение для детей-сирот и детей, оставшихся без попечения родителей, «Асиновский детский дом»;
- Муниципальное общеобразовательное учреждение средняя общеобразовательная школа № 1;
- Муниципальное автономное общеобразовательное учреждение гимназия № 2;
- Муниципальное общеобразовательное учреждение средняя общеобразовательная школа № 4;
- Муниципальное общеобразовательное учреждение средняя общеобразовательная школа № 5;
- Муниципальное общеобразовательное учреждение вечерняя (сменная) общеобразовательная школа № 9.

## Люди, связанные с городом
- С января по июнь 1958 года жил в Асино и работал в редакции газеты «Причулымская правда» писатель Виль Липатов, автор произведений «И это всё о нём», «Деревенский детектив» о приключениях деревенского милиционера Анискина и других. На здании Асиновской центральной городской библиотеки в 1990 году была установлена мемориальная доска в честь писателя.
- Васильев, Александр Карпович — ветеран и герой Великой Отечественной войны, полный кавалер ордена солдатской Славы.
- Денисов, Анатолий Михайлович — ветеран Великой Отечественной войны, Герой Советского Союза.